# Aarhus Universitetsforlag
Aarhus Universitetsforlag er en udgivervirksomhed ejet af Aarhus Universitets Forskningsfond. Forlaget er stiftet af Aarhus Universitet i 1985 med det formål ”at fremme formidling af forskningsresultater og resultater af anden faglig virksomhed fra Aarhus Universitet” og satser på både videnskabelig litteratur og videnskabsformidlende udgivelser. En af forlagets største succeser er serien Tænkepauser , hvor forskere fra Aarhus Universitet på kun 60 små sider formidler deres viden, så de fleste kan være med.
Universitetsforlaget udgiver omkring 70 bøger om året og har særligt specialiseret sig inden for arkæologi, historie, antik- og litteraturforskning samt formidling af naturvidenskab. Flere end 2.000 titler er på lager, heraf ca. 400 på engelsk og enkelte på tysk og fransk. Derfor distribueres og markedsføres bøgerne også i udlandet, og forlaget har egne distributører i England og USA.
En række af forlagets bøger er blevet udvalgt af Forening for Boghåndværk til den årlige udstilling af Årets Bedste Bogarbejde, senest i 2007 Sima Qian: Historiske optegnelser og Marinus.Karikaturtegner med kamera.
En række titler er i kommission for andre udgivere, bl.a. Carlsbergfondet, Nationalmuseet, Center for Rusmiddelforskning, Center for Grundtvigstudier, Jysk Arkæologisk Selskab, Jysk Selskab for Historie og Det Danske Institut i Athen.

## Ekstern henvisning
- www.unipress.dk Aarhus Universitetsforlag